# Entodon nepalensis
Entodon nepalensis là một loài rêu trong họ Entodontaceae. Loài này được Mizush. mô tả khoa học đầu tiên năm 1966.